# The Capital
The Capital és un diari publicat a Annapolis des de 1884. El seu diari germà, The Gazette, és un dels diaris més antics d'Amèrica, els orígens del qual es remunten a principis del segle xviii. The Capital serveix la ciutat d'Annapolis, la major part del Comtat d'Anne Arundel i la veïna illa Kent del Comtat de Queen Anne's. Va ser un diari de tarda durant la major part de la seva existència, però va començar a ser matinal des del 9 de març de 2015.
The Capital, The Maryland Gazzette i les seves publicacions germanes han sigut redactades i impreses durant més de 270 anys en nombrosos llocs a i a prop d'Annapolis.
The company has moved headquarters seven times, including from 3 Church Circle to 213 West St. in 1948, to 2000 Capital Drive in 1987, to Gibralter Road after that, and to 888 Bestgate Road in 2014.
The Capital va ser adquirit per The Baltimore Sun Media Group el 2014.

## Història
Un dels diaris germans de The Capital és The Maryland Gazette i és un dels diaris dels Estats Units més antics publicats ininterrompudament. The Maryland Gazette va ser fundat a Annapolis el 1727 per William Parks.
Conegut inicialment com The Evening Capital, el nom va ser escurçat a la seva forma actual en començar el repartiment matinal els caps de setmana el 1981. La seva transició a diari matinal setmanal es va anunciar el 8 de febrer de 2015 i es va implementar el 9 de març.

### Era moderna
El 1955, The Evening Capital va deixar de ser un diari setmanal.
Després del suïcidi del llavors editor i propietari parcial Philip Merrill, Landmark Communications va prendre el control de l'empresa principal de The Capital, Capital Gazette Communications, LLC, que publicava The Capital, Maryland Gazette, Bowie Blade-News, Crofton-West County Gazette i la revista Capital Style.
El 3 de gener de 2008, es va informar que l'empresa familiar Landmark Communications, empresa principal de The Capital estava en venta.
The Maryland Gazette, el diari germà de The Capital, es publica dues vegades a la setmana, els dimecres i els dissabtes, i cobreix el nord del Comtat d'Anne Arundel. La frontera sud pel repartiment a casa de The Maryland Gazette comença cap al nord a Severna Park, suburbi del nord d'Annapolis.
El 2013, la circulació diària de The Capital era de 30.000 exemplars. Els diaris s'imprimeixen en un impremta d'alta velocitat informatitzada Goss International Headliner.
El 28 de juny de 2018, un tiroteig massiu va tenir lloc a les oficines de The Capital Gazette a Annapolis, Maryland. Cinc treballadors del diari van ser morts: els periodistes Rob Hiassen, Wendi Winters, Gerald Fischman i John McNamara i l'assistent de ventes Rebbeca Smith.